# Carlos Arias Navarro
Pour les articles homonymes, voir Arias et Navarro (homonymie).

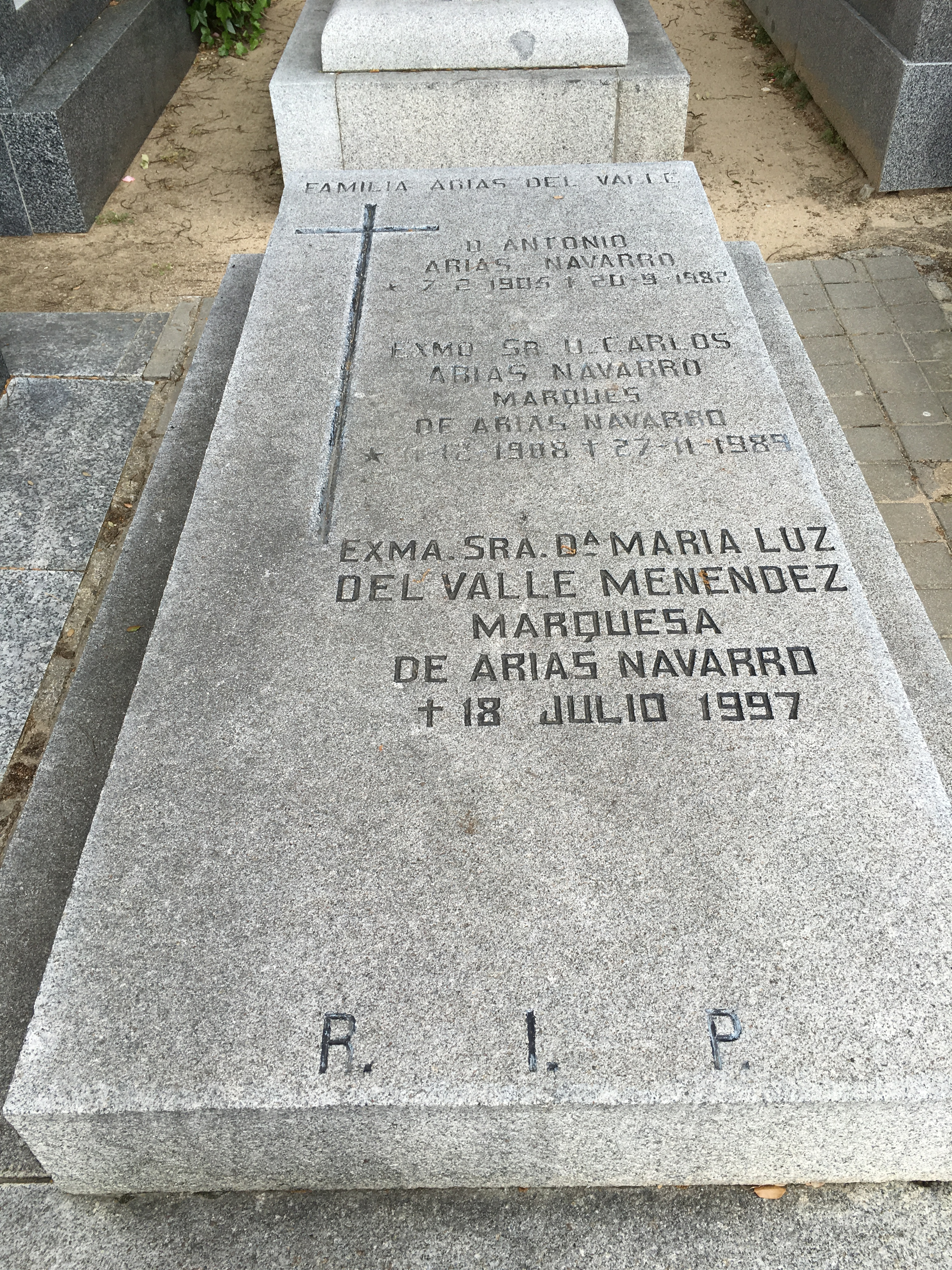
Tombe d'Arias Navarro.

Carlos Arias Navarro, 1er marquis d’Arias Navarro, né le 11 décembre 1908 à Madrid et mort le 27 novembre 1989 dans la même ville, est un homme d'État espagnol de l'époque franquiste. Il est le troisième et dernier président du gouvernement du général Francisco Franco.

## Biographie
Carlos Arias Navarro est déjà un haut fonctionnaire au ministère de la Justice avant de rejoindre les franquistes durant la guerre d'Espagne. Dévoué à la cause des nationalistes, il se fait particulièrement remarquer lors de la prise de Malaga par la répression de 4 300 dissidents politiques. Il devient pour les républicains, El carnicero de Málaga (« le boucher de Malaga »),.
Il mène ensuite sa carrière durant le régime de Franco, d'abord en tant que gouverneur civil, de León en 1944, de Tenerife en 1951, de Navarre en 1954, puis comme directeur général de la Seguridad, l'organe répressif du franquisme à partir de 1957. Son zèle s'y illustre une fois de plus, puisque c'est sous sa direction que la Seguridad arrête l'opposant communiste Julián Grimau, par la suite condamné à mort et fusillé. En 1965, il devient maire de Madrid et le demeure jusqu'en juin 1973, date à laquelle il est nommé ministre de l'Intérieur. Enfin, en décembre suivant, après l'assassinat de l'amiral Luis Carrero Blanco, président du gouvernement, Franco le nomme à ce poste.
Durant son premier gouvernement, en 1974, Arias donne des signes d'ouverture du régime, dans ce qu'il est convenu d'appeler l' « esprit du 12 février (es) » qui est bien reçu par les secteurs « aperturistes » du franquisme. Cependant, les pressions du « bunker » (les franquistes les plus conservateurs) freinent rapidement toute tentative d'assouplissement du régime. De plus, ces mesures « libérales » ont une faible portée politique, tant et si bien qu'elles déçoivent l'opinion publique et l'opposition antifranquiste, très sceptique. Son action à la tête du gouvernement est donc caractérisée par un fort immobilisme. Le 20 novembre 1975, c'est Arias Navarro qui annonce d'une voix, chevrotante, à la télévision la mort du général Franco au peuple espagnol. Il est maintenu à la tête du gouvernement par le roi, chef de l’État depuis le 22 novembre, et forme son troisième Cabinet ministériel le 13 décembre 1975, jusqu’à sa démission l’année suivante, à la suite d'une réunion tendue avec le roi Juan Carlos.
Le 1er juillet 1976, le roi Juan Carlos le remplace par Adolfo Suárez afin de mener à bien la transition démocratique. En 1977, il rejoint l'Alliance populaire fondée par Manuel Fraga, ancien ministre de Franco. La même année, il se présente aux élections sénatoriales à Madrid, mais n'est pas élu. Par la suite, Arias Navarro quitte la politique à tout jamais.
Il meurt le 27 novembre 1989, à quelques jours de son 81e anniversaire. Son épouse décède en 1997. Ils sont inhumés au cimetière de Mingorrubio à Madrid.

## Distinctions
- Grand-croix de l'ordre du Mérite civil (1950)[6]
- Grand-croix de l'ordre d'Isabelle la Catholique (1959)[7]
- Grand-croix de l'ordre de l'Infant Dom Henri